# بامنير (تشغابور)
بامنير (بالفارسية: بامنیر) هي قرية تقع في إيران في قسم تشغابور الريفي. يقدر عدد سكانها بـ 417 نسمة بحسب إحصاء 2016.